# Teoría Ginzburg-Landau
La teoría Ginzburg-Landau es una de las principales teorías que explican el fenómeno de la superconductividad junto con la teoría BCS. Fue desarrollada por Vitaly Ginzburg y Lev Landau en 1950.
Se caracteriza por centrarse más en la teoría macroscópica, mientras la teoría BCS se centra en los efectos cuánticos (relacionados con la teoría microscópica). En una comparación con otros campos de la física, se podría decir que la teoría Ginzburg-Landau es a la teoría BCS lo que la termodinámica (teoría macroscópica) a la mecánica estadística (teoría microscópica).

## Historia
La situación política global de los años cincuenta afectó también a la comunicación entre los físicos que estudiaban la superconductividad. De esta forma, los físicos de Europa occidental y Estados Unidos tardaron casi una década en conocer esta teoría que, a pesar de que vio la luz en 1950, no apareció en ninguna publicación al otro lado del Telón de Acero hasta que físicos como Lev Gor'kov la dieron a conocer. Gor'kov sirvió como puente entre Occidente y la Unión Soviética (en la década de 1990 emigró a los EE. UU. y adquirió la ciudadanía estadounidense).
No obstante, la poca atención prestada al principio a esta teoría no está únicamente relacionada con la política: su carácter fenomenológico, es decir, el hecho de que renunciaba a una explicación a partir de primeros principios y se centraba principalmente en los hechos experimentales observados  fue una de las razones por las que sus logros no fueron suficientemente valorados. Los físicos occidentales estaban más interesados en conocer los fundamentos de la superconductividad, desarrollándola a partir de los principios de la mecánica cuántica (es decir, la teoría microscópica que culminó con la teoría BCS, publicada en 1957). Hubo que esperar hasta 1959, año en que el propio Lev Gor'kov concilió ambos puntos de vista demostrando que la teoría Ginzburg-Landau se podía derivar rigurosamente a partir de la teoría microscópica en un artículo que también publicó en inglés.

## Aplicaciones
La teoría de Ginzburg-Landau encuentra su principal aplicación en el estudio de los superconductores no convencionales (muchos de los cuales, si bien no todos, se conocen como superconductores sucios debido a que se caracterizan por su contenido de impurezas), entre los que se encuentran los famosos superconductores de alta temperatura.
La razón de ello es que, aunque la teoría más precisa, que es la teoría BCS, explica con éxito muchos detalles de diferentes superconductores (en especial aquellos casos en los que el valor la banda prohibida Δ es constante en todo el espacio), esta no siempre es aplicable. De hecho, en muchos casos todo el interés se basa en la inhomogeneidad de la muestra. La teoría BCS es una teoría microscópica y por ello a veces los problemas que hay que afrontar resultan intratables por ser demasiado complejos, y es aquí donde la única salida es emplear la teoría Ginzburg-Landau.

## Teoría

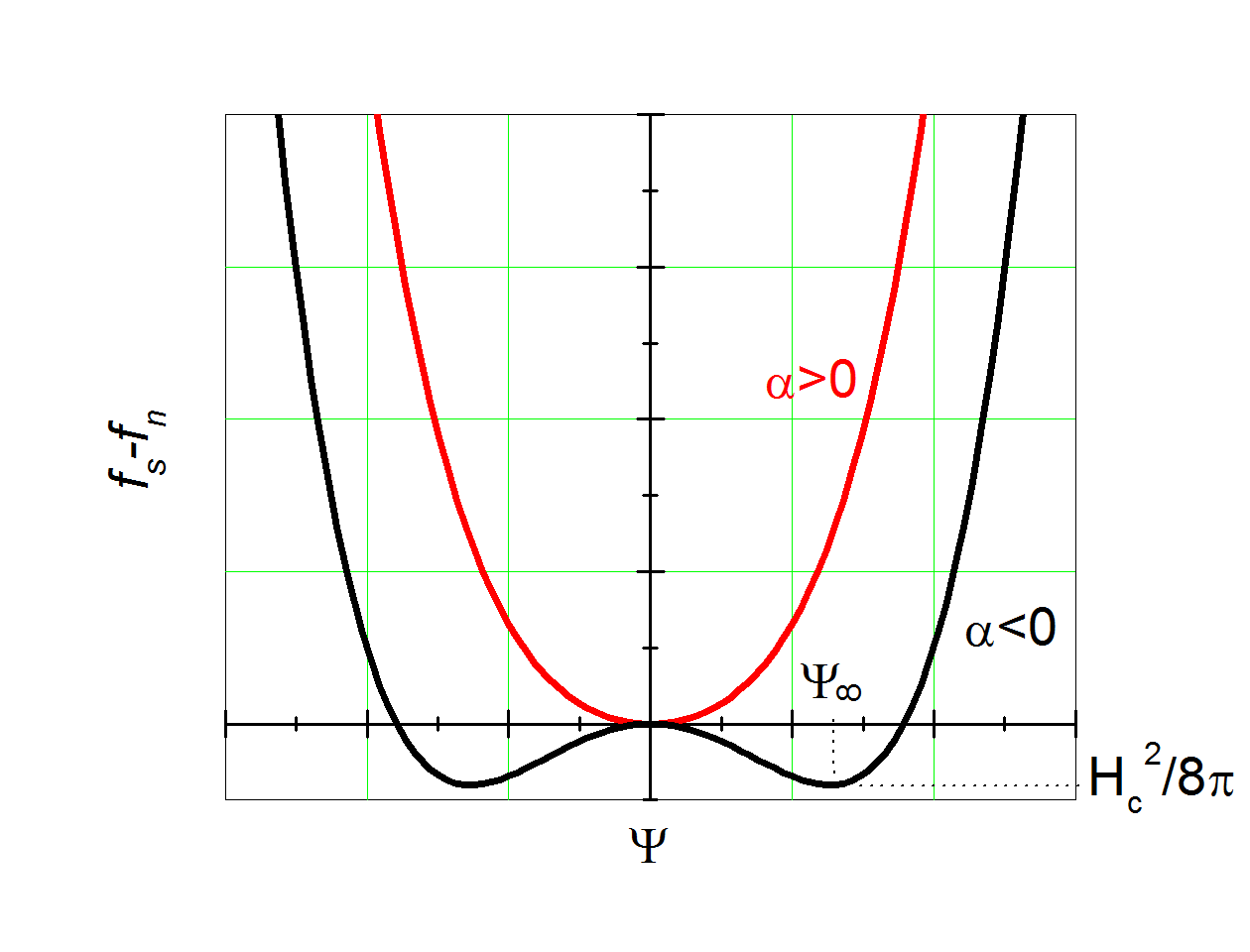
Forma que tiene la energía libre en función de la pseudofunción de onda dependiendo de los parámetros α (que puede ser positivo o negativo) y β (que se toma siempre positivo). El caso más interesante se da cuando α es negativo, ya que entonces se encuentra un rango de la pseudofunción para el que la energía libre del estado superconductor es inferior a la del estado normal.

La teoría de Ginzburg-Landau es en cierto modo una generalización de las ideas de los hermanos London y se desarrolla en la línea de la teoría de Landau (no confundir la teoría de Landau, que es una teoría sobre las transiciones de fase en general, con la aquí tratada teoría de Ginzburg-Landau que trata de las transiciones de fase entre el estado superconductor y el normal).
Las hipótesis de partida de la teoría son:
- La pseudofunción de onda: el supercondensado se puede explicar con la ayuda de una función de onda {\displaystyle \Psi ({\vec {r}})} que en general es compleja, conocida como función de onda de Ginzburg-Landau, o bien parámetro de orden complejo (si bien no se trata de una función de onda en el sentido mecanocuántico, sino de una pseudofunción de onda macroscópica).
- La densidad de pares: el valor absoluto de dicha pseudofunción de onda nos da la densidad de pares de Cooper:

{\displaystyle n_{s}=|\Psi ({\vec {r}})|^{2}}

Históricamente, Ginzburg y Landau, desconociendo que los portadores de carga eran pares de Cooper (lo cual sería explicado siete años más tarde en la teoría BCS), tomaron ns como la densidad de electrones en estado superconductor; sin embargo esto da lugar a muchos problemas, dado que al ser fermiones no puede haber dos en el mismo estado cuántico. Estos problemas desaparecen cuando se usan pares de Cooper, ya que son bosones puesto que se trata de parejas de electrones.
- La pseudofunción de onda varía poco: {\displaystyle \Psi ({\vec {r}})} no cambia apreciablemente dentro de una distancia del orden de {\displaystyle \xi }, conocida como longitud de coherencia.
- Dentro del marco de la mecánica cuántica: la pseudofunción de onda tiene que obedecer ciertas ecuaciones de la mecánica cuántica.

### Energía libre y método variacional
La herramienta principal de la teoría es el método variacional aplicado sobre un desarrollo en serie de la energía libre en función de la pseudofunción de onda {\displaystyle \Psi ({\vec {r}})}. Ginzburg y Landau asumieron que la energía libre se podía expresar de la siguiente forma:

{\displaystyle F=F_{n}+\alpha |\psi |^{2}+{\frac {\beta }{2}}|\psi |^{4}+{\frac {1}{2m}}\left|\left(-i\hbar \nabla -2e{\vec {A}}\right)\psi \right|^{2}+{\frac {|{\vec {B}}|^{2}}{2\mu _{0}}}}

donde {\displaystyle F_{n}} es la energía libre en la fase normal, {\displaystyle \alpha } y {\displaystyle \beta } son parámetros que se pueden calcular mediante experimentos, m es la masa efectiva, {\displaystyle {\vec {A}}} es el potencial vectorial electromagnético y {\displaystyle {\vec {B}}} es la inducción magnética.
Para ver la situación, se puede observar que en ausencia de campos magnéticos y con gradiente nulo, la diferencia entre la energía libre en el estado superconductor y en el estado normal es:

{\displaystyle F_{s}-F_{n}=\alpha |\Psi |^{2}+{\frac {1}{2}}\beta |\Psi |^{4}}

Como se puede observar en la gráfica adjunta, tomando β positivo y suponiendo que α sea negativo, habrá un rango del parámetro de orden para el cual la energía es inferior en el estado superconductor.

### Las ecuaciones de Ginzburg-Landau
Minimizando la energía libre con respecto a las fluctuaciones del parámetro de orden y el potencial vector, se puede llegar a las ecuaciones de Ginzburg-Landau:

{\displaystyle \alpha \psi +\beta |\psi |^{2}\psi +{\frac {1}{2m}}\left(-i\hbar \nabla -2e{\vec {A}}\right)^{2}\psi =0}

{\displaystyle {\vec {j}}={\frac {2e}{m}}Re\left\{\psi ^{*}\left(-i\hbar \nabla -2e{\vec {A}}\right)\psi \right\}}

donde {\displaystyle {\vec {j}}} es la densidad de corriente y Re significa parte real.
Las ecuaciones de Ginzburg-Landau, entre otras cosas, son importantes porque nos brindan dos cantidades fundamentales en nuestra comprensión de la superconductividad:
- La longitud de coherencia de Ginzburg-Landau ξ(T) (no confundir con la longitud de coherencia de Pippard ξ0, que prácticamente no depende de la temperatura), la cual nos indica la magnitud de las fluctuaciones termodinámicas en la fase superconductora:

{\displaystyle \xi (T)={\sqrt {\frac {\hbar ^{2}}{2m|\alpha (T)|}}}}

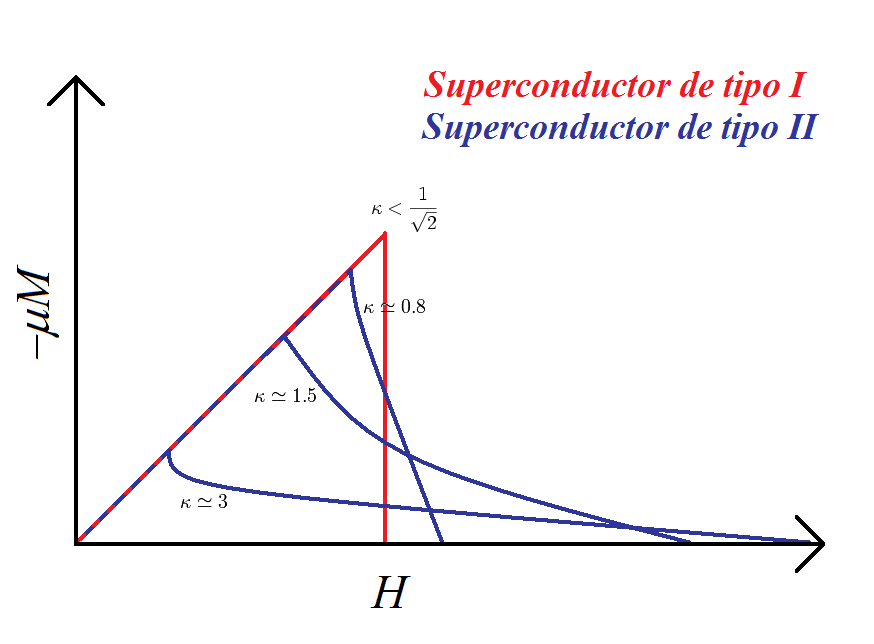
Dependencia del campo magnético interno de un superconductor con respecto al campo magnético externo, el cual varía en función del parámetro de Ginzburg-Landau.

- La longitud de penetración de Ginzburg-Landau λ (no confundir con la longitud de penetración de London), que es la profundidad hasta la que llega a penetrar un campo magnético en una muestra en fase superconductora:

{\displaystyle \lambda ={\sqrt {\frac {m}{4\mu _{0}e^{2}\psi _{0}^{2}}}}}

Si se calcula el cociente entre estas dos longitudes, se obtiene lo que se conoce como el parámetro de Ginzburg-Landau:

{\displaystyle \kappa ={\frac {\lambda }{\xi }}}

el cual es clave para distinguir entre los superconductores de tipo I y los de tipo II, ya que, como demostró Abrikósov (que fue quien propuso este criterio para la clasificación de los superconductores en 1957 en un famoso artículo), se obtiene que:
- si {\displaystyle \kappa <1/{\sqrt {2}}} (especialmente, si {\displaystyle \kappa \ll 1}) entonces la energía superficial del superconductor es positiva y se trata de un superconductor de tipo I,
- si {\displaystyle \kappa >1/{\sqrt {2}}} (especialmente, si {\displaystyle \kappa \gg 1}) entonces la energía superficial del superconductor es negativa y se trata de un superconductor de tipo II.

### La longitud de coherencia en función de las impurezas
Yendo un poco más lejos, y con la ayuda de la teoría BCS, se ve que se puede decir que cuando T ≈ Tc :

{\displaystyle \xi (T)=0.741{\frac {\xi _{0}}{\sqrt {1-T/T_{c}}}}}, para un superconductor puro (sin impurezas), y

{\displaystyle \xi (T)=0.855{\sqrt {\frac {\xi _{0}l}{1-T/T_{c}}}}}, para un superconductor sucio

siendo l el recorrido libre medio entre impurezas (por lo que cuantas más impurezas tenga la muestra, más corta será la l y más corta será a su vez la longitud de coherencia).
Esto es así debido a que se puede concluir que:

{\displaystyle {\frac {\xi (T)}{\xi _{0}}}={\frac {\pi }{2{\sqrt {3}}}}{\frac {H_{c}(0)}{H_{c}(T)}}{\frac {\lambda _{L}(0)}{\lambda _{eff}(T)}}}

de donde se concluyen los resultados previos simplemente sustituyendo las cantidades que predice la teoría BCS:

{\displaystyle H_{c}(T/T_{c})=1.73H_{c}(0)(1-T/T_{c})\!}

{\displaystyle \lambda _{L}(T/T_{c})={\frac {\lambda _{L}(0)}{\sqrt {1-T/T_{c}}}}}

{\displaystyle \lambda _{eff}(T/T_{c})=\lambda _{L}(T/T_{c}){\sqrt {\frac {\xi _{0}}{1.33l}}}} (para un superconductor sucio)

Así, es fácil hallar el parámetro de Ginzburg-Landau en cada caso:

{\displaystyle \kappa =0.96{\frac {\lambda _{L}(0)}{\xi _{0}}}}, para un superconductor puro, y

{\displaystyle \kappa =0.715{\frac {\lambda _{L}(0)}{l}}}, para un superconductor sucio

.
Puesto que el recorrido libre medio entre impurezas l disminuye con la cantidad de impurezas, se ve que cuantas más impurezas contenga la muestra, mayor será el parámetro κ. Llegará un momento en que {\displaystyle \kappa >1/{\sqrt {2}}}, con lo que el superconductor pasará a ser de tipo II, lo cual explica por qué este tipo de superconductores suelen ser sustancias muy complejas constituidas por varios elementos diferentes.